# Syster O Bror

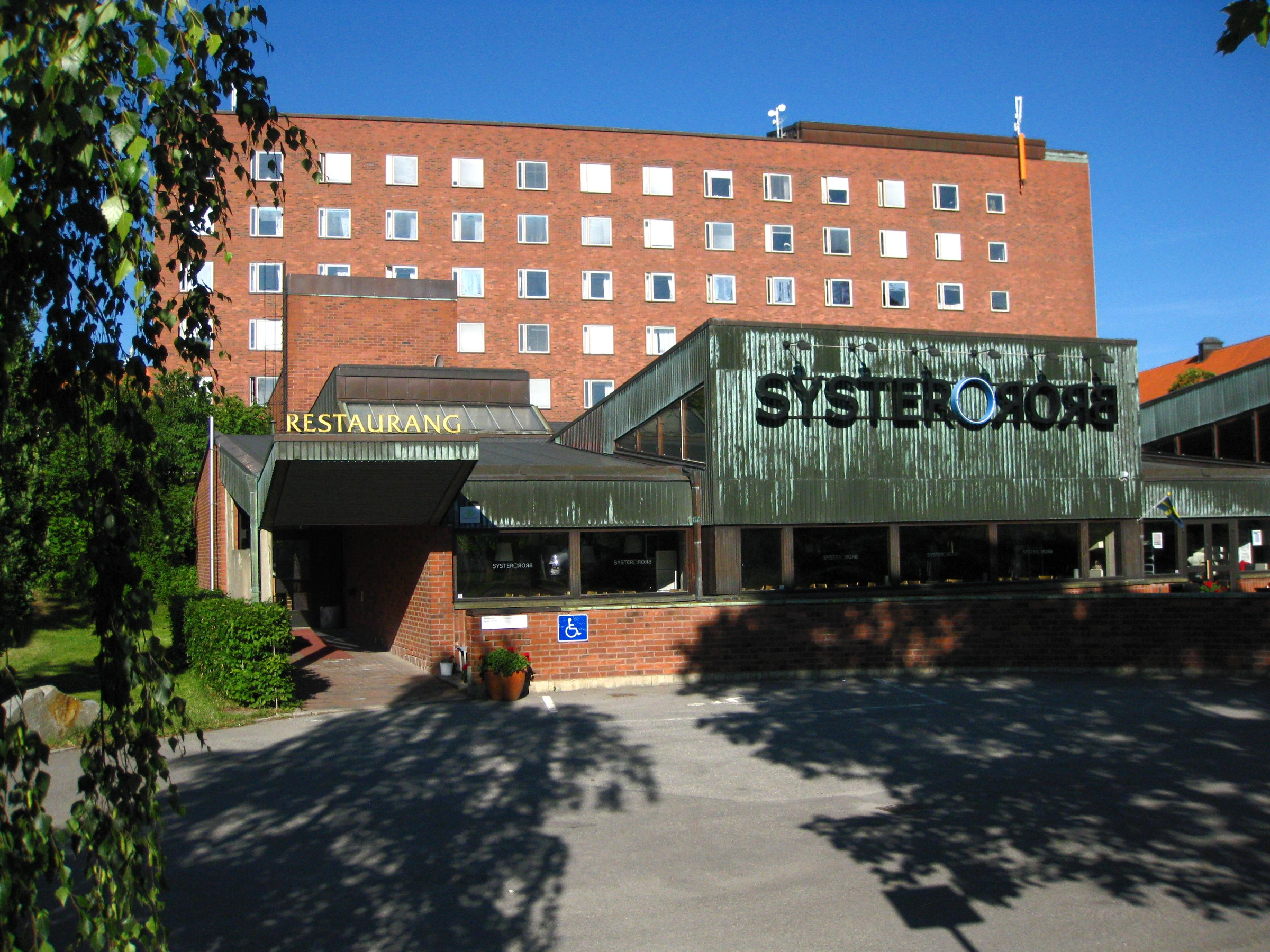
Restaurang "Syster O Bror".

Syster O Bror är en restaurang på Drottning Kristinas väg i Stockholm, på Kungliga Tekniska Högskolans område. Den har under 2000-talet blivit en av Sveriges mest kända scener för ståuppkomik.[källa behövs]